# Кабицкий, Вячеслав Александрович
Вячеслав Александрович Кабицкий (14 июля 1987, с. Новый Свет, Калачинский район, Омская область, РСФСР, СССР) — российский военнослужащий, подполковник, командир танкового батальона 64-й отдельной гвардейской мотострелковой бригады 35-й общевойсковой армии Восточного военного округа. Герой Российской Федерации (2022).

## Биография
Родился 14 июля 1987 года в селе Новый Свет Калачинского района Омской области.
В 2004 году Кабицкий окончил среднюю общеобразовательную школу, после чего в этом же году стал курсантом в Вооружённых силах Российской Федерации, в Омском автобронетанковом инженерном институт на филиале Военной академии материально-технического обеспечения имени генерала армии А. В. Хрулёва. В 2009 году Кабицкий окончил данное учебное заведение по специальности «многоцелевые гусеничные и колёсные машины».
Кабицкий после получения специальности начал служить заместителем командира танковой роты по вооружению танкового батальона 136-го танкового полка в селе Троицкое Ханкайского района Приморского края в 121-й учебной мотострелковой дивизии 5-й общевойсковой армии в Дальневосточном (Восточном) военном округе. После расформирования части, в которой служил, Кабицкий пошёл проходить службу в других строевых частях.
С 2020 года начал являться командиром танкового батальона 64-й отдельной гвардейской мотострелковой бригады 35-й общевойсковой Краснознамённой армии Восточного военного округа в посёлок Князе-Волконское Хабаровского района Хабаровского края.
С 24 февраля 2022 года в составе своего подразделения принимал участие в российском вторжении на Украину. Был удостоен звания Герой Российской Федерации. Кабицкий продолжает службу в своей части.

## Звания и награды
- Герой Российской Федерации (Указом Президента Российской Федерации («закрытым») от июля 2022 года за мужество и героизм, проявленные при исполнении воинского долга, подполковнику Кабицкому Вячеславу Александровичу присвоено звание Героя Российской Федерации с вручением знака особого отличия — медали «Золотая Звезда».). Награда была вручена Герою 10 августа 2022 года в Национальном центре управления обороной Российской Федерации министром обороны генералом армии С. К. Шойгу[1][2][3][4].
- Медаль Суворова
- Другие медалями

## Память
- В Смоленске в 2022 году был открыт баннер с Кабицким.